# SMILES
SMILES, ili pojednostavljena molekulska specifikacija inputnih linijskih podataka (engl. simplified molecular input line entry specification), je specifikacija za nedvosmisleno opisivanje strukture hemijskih molekula koristeći relativno kratke ASCII nizove simbola. SMILES niske se mogu učitati u većinu molekulskih editora za konverziju nazad u dvo-dimenzionalne crteže ili tri-dimenzionalne modele molekula.
Originalnu SMILES specifikaciju su razvili Arthur Weininger i David Weininger kasnih 1980-tih godina. Ona je od tada bila modifikovana i proširena od strane drugih, pogotovu od strane kompanije  Hemijski Informacioni Sistemi Inc. 2007. godine, otvoreni standard pod imenom  je razvijen od strane Blue Obelisk slobodni-kod hemijske zajednice. Neke of drugih postojećih 'linearnih' notacija su  linijska notacija (WLN), ROSDAL i  (Tripos Inc).
Augusta 2006. godine IUPAC je uveo InChI kao standard za reprezentaciju formula. Za SMILES se generalno smatra da imaju prednost u pogledu lakoće čitanja u odnosu na InChI. Pored toga, SMILES imaju široku bazu softverske podrške sa opsežnom teoretskom (npr., graf teorija) zaleđinom.

## Terminologija
Termin SMILES se odnosi na linijsku notaciju za kodiranje molekulskih struktura. Specifični primeri struktura se striktno zovu SMILES nizovi simbola. Međutim, uobičajeno da se termin SMILES koristi za pojedinačne molekule i za nizove molekula; tačno značenje je očevidno iz konteksta. Termini kanonički i izomerni mogu da dovedu do zabune kad su primenjeni na SMILES. Termini opisuju različite atribute SMILES nizova znakova, i nisu međusobno ekskluzivni.
Tipično, više jednako validnih SMILES može biti napisano za molekul. Na primer, CCO, OCC i C(O)C svi specificiraju strukture etanola. Razvijeni su algoritmi koji omogućavaju da se isti SMILES generiše za molekul nezavisno od redosleda atoma u strukturi. Takvi SMILES su jedinstveni za svaku strukturu, mada su zavisni od korišćenog algoritma za kanonikalizaciju redosleda atoma u toku njihovog generisanja, i oni se nazivaju kanonički SMILES. Ti algoritmi prvo konvertuju SMILES u internu reprezentaciju molekulske strukture, i koriste molekularni graf kao bazu za određivanje jedinstvenog redosleda atoma. Oni ne manipulišu neposredno linerane nizove znakova. Različiti algoritmi za generisanje kanoničkih SMILES su razvijeni, uključujući one od strane  Hemijskih Informacionih sistema,  naučnog softvera, MEDIT Архивирано на веб-сајту  (30. март 2010) i Grupe za hemijsko računarstvo. Univerzalni način primene kanoničkih SMILES je indeksiranje i osiguravanje jedinstvenosti molekula u bazama podataka.
SMILES notacija omogućava specificiranje konfiguracije na tetraedarskim centrima, i geometrije dvostrukih veza. To su strukturne osobine koje se ne mogu specifirati samo na osnovu konektivnosti i SMILES koji kodiraju te informacije se nazivaju izomerni SMILES. Značajna karakteristika ovih pravila je da ona dozvoljavaju rigoroznu delimičnu specifikaciju hiralnosti. Termin izomerni SMILES se isto koristi za SMILES kod kojih su izotopi specificirani.

## Graf-bazirana definicija
U smislu graf baziranih računarskih procedura, SMILES je niska koja se formira ispisivanjem simbola čvorova u redosledu dubinski prioritizovane pretrage drveta hemijskog grafa. Hemijski graf se pripremi odstranjivanjem vodonikovih atoma, i otvaranjem prstenova tako da se formira graf razgranatog drveta. Na mestima otvaranja prstenova, povezani čvorovi se obeležavaju numeričkim oznakama. Zagrade se koriste za označavanje grananja stabla.

## Primeri

### Atomi
Atomi su predstavljeni standardnim oznakama hemijskih elemenata, u uglastim zagradama, npr.  za zlato. Zagrade se mogu izostaviti za "organski pod-skup": B, C, N, O, , , F, Cl, Br, i I. Svi drugi elementi moraju biti navedeni u zagradama. Ako su zagrade izostavljene, korektan broj implicitnih vodonikovih atoma se podrazumeva, npr. SMILES za vodu je jednostavno O.
Atom sa jednim ili više električnih naboj(a) se okružava zagradama (nezavisno od atomskog tipa), čemu sledi simbol H ako je atom vezan za jedan ili više atoma vodonika (tome dalje sledi broj vodonika ukoliko ih ima više: NH4 za amonijum), i iza toga dolazi znak '+' za pozitivni naboj ili '-' za negativni naboj. Broj naboja se specificira posle znaka (ukoliko je veći of jedan); međutim, isto je moguće napisati znak onoliko puta koliko naboja jon sadrži: umesto "Ti+4", može se napisati "Ti++++" (Titanijum IV). Iz ovoj sledi, da se hidroksid anjon predstavlja sa , oksonijum katjon sa , i kobalt III katjon nože biti  ili .

### Veze
Veze između alifatičnih atoma se podrazumevaju da su jednostruke ukoliko nije drugačije specificirano i one proizilaze iz susednosti atoma u SMILES. Na primer SMILES za etanol može biti napisan kao CCO. Oznake za zatvaranje prstena se koriste za indiciranje povezanosti između ne-susednih atoma u SMILES, što se za cikloheksan i dioksan može napisati kao C1CCCCC1 i O1CCOCC1 respektivno. Za drugi prsten, oznake će biti 2 (naftalin: c1cccc2c1cccc2), itd. Posle 9, oznaka mora biti predhođena sa '%', da be se mogla diferencirati od dve različite oznake vezane za isti atom (~C12~ znači da je atom ugljenika mesto zatvaranja prstenova sa oznakama 1 i 2, dok ~C%12~ indicira samo jednu oznaku, 12). Dvostruke i trostruke veze se predstavljaju simbolima '=' i '#' respektivno kao što je ilustrovanu sa SMILES O=C=O (karbon dioksid) i C#N (cijanovodonik).

### Aromatičnost
Aromatični C, O, S i N atomi se pišu malim slovima 'c', 'o', 's' i 'n' respektivno. Benzen, piridin i furan se mogu predstaviti sa: c1ccccc1, n1ccccc1 i o1cccc1. Veze između aromatičnih atoma se podrazumevaju da su aromatične, mada se one mogu eksplicitno specifirati koristeći ':' simbol. Aromatični atomi mogu biti jednostruko vezani jedan s drugim, i bifenil se može zapisati kao c1ccccc1-c2ccccc2. Aromatični azot vezan za vodonik, kao što se nalazi u pirolu mora biti reprezentiran kao , i imidazol se piše u SMILES notaciji kao .
- i  algoritmi za generisanje kanoničkih SMILES se razlikuju u njihovom tretmanu aromatičnosti.

### Grananje
Grananje se opisuje zagradama, kao u CCC(=O)O propionsku kiselinu i C(F)(F)F za fluoroform. Supstituisani prstenovi se mogu napisati sa tačkom granja na ringu kao što je ilustrovano sa SMILES  (pogledajte prikaz) i  (pogledajte prikaz) koji kodiraju 3 i 4-cijanoanizol izomere. Zapisivanje SMILES za supstituisane prstenove na ovaj način čini ih lakšim za čitanje.

### Stereohemija
Konfiguracija oko dvostruke veze se specificira koristeći znakove "/" i "\". Na primer, F/C=C/F (pogledajte prikaz) je reprezentacija trans-difloroetena, kod koje su atomi flora na suprotnim stranama dvostruke veze, dok F/C=C\F (pogledajte prikaz) je jedna of mogućih reprezentacija cis-difloroetena, kod koje su F atomi na istoj strani dvostruke veze, kao što je prikazano na slici.
Konfiguracija na tetrahedralnom ugljeniku se specificira sa @ ili @@. L-alanin, rasprostranjeniji enantiomer aminokiseline alanin se može zapisati kao  (pogledajte prikaz). Oznaka @@ ukazuje da, kad se posmatra od azota duž veze ka hiralnom centru, sekvenca supstituenata je vodonik (H), metil (C) i karboksilat (C(=O)O) u smeru kazaljki na satu. D-Alanin se može napisati kao  (pogledajte prikaz). Redosled supstituenata u SMILES niski je veoma važan i D-alanin se isto tako može kodirati sa  (pogledajte prikaz).

### Izotopi
Izotopi se specificiraju sa brojem jednakim celobrojnoj izotopskoj masi ispred atomskog simbola. Benzen u kome je jedan atom ugljenik-14 se piše kao  i deuterohloroform je .

### Primeri primene
| Molekul                              | Struktura                                                     | SMILES Formula |
| ------------------------------------ | ------------------------------------------------------------- | -------------- |
| Diazot                               |                                                               |                |
| Metil izocijanat (MIC)               |                                                               |                |
| Bakar(II) sulfat                     |                                                               |                |
| Oenantotoksin                        | Molekularna struktura oenantotoksina                          |                |
| Piretrin                             | Molecular structure of pyrethrin II                           |                |
| Aflatoksin B1                        | Molecular structure of aflatoxin B1                           |                |
| Glukoza (glukopiranoza)              | Molecular structure of glucopyranose                          |                |
| Kuskutin ili Bergenin (rezin)        | Molecular structure of cuscutine (bergenin)                   |                |
| Feromon kalifornijkih štitastih vaši | (3Z,6R)-3-methyl-6-(prop-1-en-2-yl)deca-3,9-dien-1-yl acetate |                |
| 2S,5R-halkogran : feromon potkorne bube Pityogenes chalcographus  | (2S,5R)-2-ethyl-1,6-dioxaspiro[4.4]nonane                     |                |
| Vanilin                              | Molecular structure of vanillin                               |                |
| Melatonin                            | Molecular structure of melatonin                              |                |
| Flavopereirin                        | Molecular structure of flavopereirin                          |                |
| Nikotin                              | Molecular structure of nicotine                               |                |
| Alfa-tujone                          | Molecular structure of thujone                                |                |
| Tiamin                               | SMolecular structure of thiamin                               |                |

Ilustracija molekula sa više od 9 prstenova, Cefalostatin-1 (steroidni trisdeka ciklični pirazin sa empirijskom formulom  izolovanog iz Indijskog Okeana iz hemichordata -{Cephalodiscus gilchristi):
Počevši od metil radikala na levoj strani slike dobija se:
C[C@@](C)(O1)C[C@@H](O)[C@@]1(O2)[C@@H](C)[C@@H]3CC=C4[C@]3(C2)C(=O)C[C@H]5[C@H]4CC[C@@H](C6)[C@]5(C)Cc(n7)c6nc(C[C@@]89(C))c7C[C@@H]8CC[C@@H]%10[C@@H]9C[C@@H](O)[C@@]%11(C)C%10=C[C@H](O%12)[C@]%11(O)[C@H](C)[C@]%12(O%13)[C@H](O)C[C@@]%13(C)CO
(Obratite pažnju na '%' ispred indeksa oznaka zatvaranja prstenova iznad 9, pogledajte paragraf "Veze", iznad).

### Drugi SMILES primeri
SMILES notacija je ekstenzivno opisana u SMILES teorijskom uputstvu koje je objavila kompanija  Hemijski Informacioni Sistemi, i brojni ilustrovani primeri su dati. Daylight oruđe za prikaz pruža mogućnost korisnicima da provere njihove SMILES primere, i vredno je edukativno sredstvo.

## Ekstenzije
SMARTS (engl. SMILES arbitrary target specification) je linijska notacija za specifikaciju podstrukturnih obrazaca molekula. Dok ona koristi većinom iste simbole kao SMILES, ona takođe dozvoljava specifikaciju džoker atoma i veza, koji se mogu koristiti za definisanje podstrukturnih upita za pretragu hemijskih baza podataka. Jedna česta miskoncepcija je da se SMARTS-bazirana podstrukturna pretraga sastoji od podudaranja SMILES i SMARTS niski. Zapravo, SMILES i SMARTS niske se prvo konvertuju u internu graf reprezentaciju koja se pretražuje za podgraf izomorfizam. SMIRKS je linijska notacija za specificiranje reakcionih transformacija.

## Konverzija
SMILES se mogu konvertovati nazad u 2-dimenzionu reprezentaciju koristeći algoritam za generisanje strukturnog dijagrama (Helson, 1999). Ta konverzija nije uvek nedvosmislena. Konverzija u 3-dimenzionu reprezentaciju se može ostariti putem energijsko minimizacionih pristupa. Postoje mnogi dostupni programi i veb-bazirani konverzioni servisi.

## Literatura
- Anderson, E.; Veith, G.D; Weininger, D. (1987). SMILES: A line notation and computerized interpreter for chemical structures (Report No. EPA/600/M-87/021 изд.). U.S. EPA, Environmental Research Laboratory-Duluth, Duluth, MN 55804.

## Spoljašnje veze
- Mediji vezani za članak Hemijska jedinjenja na Vikimedijinoj ostavi

### Specifikacije
- SMILES - Pojednostavljeni hemijski jezik
- OpenSMILES
- SMARTS - SMILES ekstenzija
- SMILES uputstvo
- SMILES parsiranje

### SMILES vezane softverske servisi
- SMILES prevodilac i generator strukturnih fajlova
- strukturni editor
- smi23d – Generacija 3D koordinata
- prikaz – Translacija SMILES formula u grafike
- GIF/PNG-kreator za 2D crteže hemijskih struktura
- JME molekulski editor Архивирано на веб-сајту  (28. април 2001)
- ACD/ChemSketch Архивирано на веб-сајту  (18. октобар 2006)
- Marvin ChemAxon – online hemijski editor
- Instant JChem ChemAxon – program za manipulaciju SMILES struktura
- JChem za –{Excel}-  –
- Smormo-Ed – molekulski editor za
- – nezvanični InChI vebsajt
- Архивирано на веб-сајту  (29. септембар 2008) – Besplatni program za generisanje 3D koordinata i konformacionu analizu
- Dingo – IUPAC-usaglašena kros-platformska biblioteka
- Open Babel